# Марко Ратић
Марко Ратић (1975-2013), југословенски и српски глумац.

## Глумачка каријера
Прву улогу Марко Ратић остварио је са само 8 година, глумећи сина Бате Живојиновића у филму Крај рата, који је режирао Драган Кресоја. У наредних 7 година био је један од најпопуларнијих дечијих глумаца у СФРЈ, а повукао се из глуме и јавног живота са само 15 година. Преминуо је од рака 2013. са само 38 година.

## Филмографија
| Год.   | Назив                      | Улога                    |
| ------ | -------------------------- | ------------------------ |
| 1980-е |                            |                          |
| 1984.  | Крај рата                  | Вукола Лазаревић         |
| 1986.  | Тајна Лазе Лазаревића      | Лаза Лазаревић, као дете |
| 1987.  | Догодило се на данашњи дан | Греца                    |
| 1987.  | Криминалци                 | Дечак Марко              |
| 1988.  | Чавка                      | Чавка                    |
| 1990-е |                            |                          |
| 1990.  | Граница                    | Дани                     |
| 1990.  | Под жрвњем                 | Диле Савић, син          |
| 1992.  | Први пут с оцем на јутрење | Шегрт Прока              |
| 1992.  | Алекса Шантић (ТВ серија)  |                          |
| 2000-е |                            |                          |